# Tokuboku Hirata
Pour les articles homonymes, voir Hirata.
Hirata Tokuboku (japonais 平田 禿木; 10 février 1873 - 13 mars 1943), nom véritable Kiichirō Hirata (平田 喜一郎), est un professeur d'études anglaises et essayiste japonais.

## Biographie
Hirata Tokuboku naît à Tokyo le 10 février 1873 sous le nom Kiichirō Hirata. Il fréquente la première école de Tokyo (第一高等学校, Dai-ichi kōtōgakkō), puis l'université de Kyoto. Il est déjà à cette époque éditeur de la revue littéraire Bungakukai. En tant que tel, il est (avec Tōkoku Kitamura, Tōson Shimazaki, Bin Ueda, Shūkotsu Togawa, Ichiyō Higuchi et d'autres) l'un des pionniers du nouveau courant romantique, retrouvé par la revue dans la littérature ancienne. Dans le Bungakukai, il publie principalement ses propres critiques et essais. Il abandonne prématurément le lycée et reçoit une formation à l'École Normale Supérieure de Tokyo (plus tard université de l'éducation de Tokyo) pour être professeur d'anglais.
À partir de 1903, il passe trois ans à l'Université d'Oxford. À son retour au Japon, il enseigne dans diverses écoles, dont son alma mater. En 1918, il participe en tant que rédacteur en chef au nouveau magazine Eigo bungaku (英語文学, « La Littérature anglaise ») qu'il veut être une introduction à la littérature anglaise. Une étroite amitié le lie également à Ernest Fenollosa, philosophe et historien américain de l'art.
Avec ses traductions, Hirasa apporte une contribution majeure au théâtre traditionnel japonais nō. Par le biais de Fenollosa, ces traductions arrivent plus tard en Angleterre où elles influencent Ezra Pound et à travers lui William Butler Yeats. En plus de sa propre activité littéraire, Hirata réalisent de nombreuses traductions de la littérature anglaise, notamment des œuvres de Charles Lamb, William Makepeace Thackeray, Jane Austen, Thomas Hardy. Plus tard, il traduit aussi Charles Dickens, Oscar Wilde et George Meredith.

## Source de la traduction
- (de) Cet article est partiellement ou en totalité issu de l’article de Wikipédia en allemand intitulé « Hirata Tokuboku » (voir la liste des auteurs).